# Baile dos Quarenta e Um

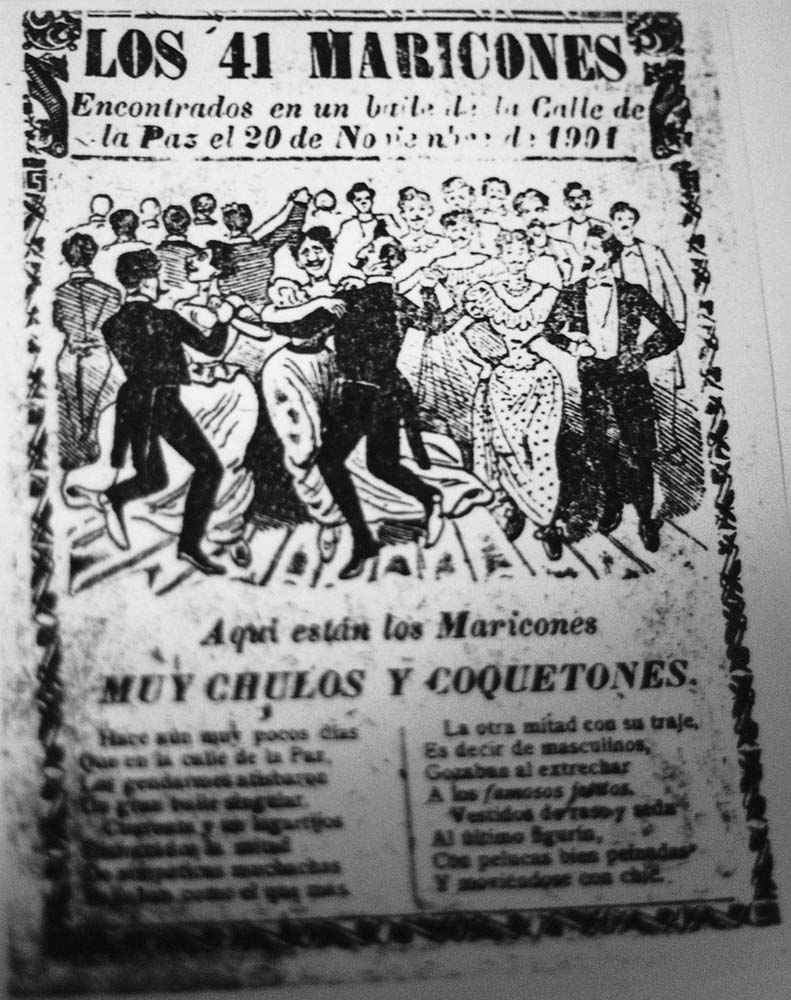
Jornal publicado em 1901, retratando o baile de los cuarenta y un maricones.

O Baile dos Quarenta e Um (em espanhol: Baile de los cuarenta y uno, ou ainda, Baile de los cuarenta y uno maricones) foi o escândalo mais famoso do século XX no México. O fato refere-se a uma invasão da polícia, em 17 de novembro de 1901, a uma residência privada na rua La Paz (hoje rua Ezequiel Montes), onde acontecia um baile onde apenas homens estavam presentes, dos quais 22 estavam vestidos com trajes masculinos e 19 vestidos com trajes femininos. A imprensa mexicana noticiou dedicadamente o fato, embora o governo trabalhou para esconder o assunto, uma vez que os detidos pertenciam às classes mais altas da sociedade mexicana. A lista de nomes nunca foi revelada.
O número 41 ou 42, referindo-se aos participantes do baile, tornou-se parte da cultura popular mexicana para se referir aos homossexuais. O fato e os números foram prorrogados por meio da imprensa, mas também a partir de gravuras, sátiras, espetáculos teatrais, literatura, pintura e até mesmo à televisão, na telenovela El vuelo del águila, exibida pela Televisa em 1994. Em 1906, Eduardo A. Castrejón publicou o livro Los cuarenta y uno e, cinco anos antes, em 1901, o pintor José Guadalupe Posada fez suas pinturas tornarem-se famosas ao retratar o caso nestas, sempre acompanhado por vários poemas publicados.
O assunto foi tão longe, que o número 41 tornou-se um tabu no país. O militar Francisco L. Urquizo também escreveu sobre o fato:
| “ | No México o número 41 não tem validade e é ofensivo para os mexicanos [...] A influência dessa tradição é tal que, mesmo em número oficial, se esquece o numeral 41. Nem mesmo na Divisão do Exército, no Regimento de Batalhão, não se veste o número 41. Eles chegam ao número 40 e depois pulam diretamente para o 42. Nenhuma nomenclatura em casas municipais sustentam o número 41. Se por acaso não tiver escapatória, usa-se o 40 bis (2x). Não há quarto de hotel com este número, exceto no sanatório. Ninguém completa 41 anos, pulam dos 40 para os 42. Não há automóvel que leve a placa 41, nem policial ou agente que aceite esse numeral. | ” |

A história do Baile de los cuarenta y un maricones passou a ser usado desde então para realizar ataques contínuos, chantagens da polícia, tortura, espancamentos e até prisões, usando-se a mera menção de que é um "ataque a moral e os bons costumes".

## Filme
O filme mexicano El baile de los 41 foi lançado em 19 de novembro de 2020, sendo dirigido por David Pablos, com roteiro de Monika Revilla e estrelado por Alfonso Herrera.